# 三重エフエム放送
三重エフエム放送株式会社（みえエフエムほうそう、Mie FM Broadcasting Co., Ltd.）は、三重県を放送対象地域として超短波放送（FM放送）をする特定地上基幹放送事業者である。
通称はFM三重（エフエムみえ）、愛称はradio3（レディオキューブ FM三重）（レディオキューブ エフエムみえ）。コールサインはJONU-FM。JFN系列局。

## 会社概要
- 本社・演奏所：三重県津市観音寺町焼尾1043-1（〒514-8505）
- 東京支社：東京都千代田区麹町一丁目8番地 JFNセンター6階（〒102-0083）

## 概要
- 1985年（昭和60年）6月1日開局。当初は四日市市に本社を置く構想も有った。
- 三重県内に本社を置く民放ラジオ局は近畿東海放送（KTB）が岐阜県のラジオ東海（RTC）と1959年11月20日に対等合併して東海ラジオ放送（SF）が発足して以来である。ただし1960年3月31日までは三重、岐阜各県ごとの放送を継続し東海3県をエリアとする現在の形になったのは1960年4月1日からである。実質25年ぶりに復活した。
- 中日新聞系列であるが、現在の筆頭株主は北海道新聞社（詳細は後述）。
- 良好受信エリアのうち愛知県の55%が含まれる[注釈 1][注釈 2]ことから、開局から10年ほどは、Bラインと呼ばれたジャパンエフエムネットワーク制作の独自番組の供給を受け、FM愛知（当時）との差別化を図っていた[注釈 3]。開局当初はエフエム愛知と同じ番組は平日朝7時台前半（ただし、新聞番組欄では同じであることはわからない）と日曜 13:00の「サウンド・カーゴ」、日曜 17:00の「ベスト・リクエスト」、金曜 21:00の「永遠のポップス」のみで後者の3番組は日曜 20:00、日曜 19:00、土曜 20:00に、それぞれ放送日時を変えて放送した[3]（なお、24時間放送の実施もこの関係でエフエム愛知より早かった。ちなみに当時、平日においてエフエム東京からのネット（つまりFM愛知でも同じ番組が流れている時間）は朝の30分だけとなっていた[注釈 4]）。この名残から、近年まで夕方や金曜日・週末のお昼の自社制作率が特に高かった（そのため、JFNの番組は数点ネットしているもののネットされないTOKYO FMの番組が近年まで多く存在した。現在は後述の通り「ONE MORNING」の8時台が未ネットである。）。その他、県域民放FM局の開局が遅かった岐阜県[注釈 1]美濃地方、県域民放FM局がない和歌山県南東部地方が聴取可能なエリアになる[5]。また公式なエリアではないが静岡県西部地方、長野県南部地方、県域民放FMの開局が遅かった滋賀県の甲賀市、JFN系列局がない京都府の南山城村、県域民放ラジオ局がない奈良県北東部でも受信可能であり、南山城村や奈良県北東部では今もリスナーが多い。特に長野県飯田市とその周辺ではFM長野が開局するまでは、甲賀市ではFM滋賀が開局するまでは多くのリスナーがいた。
- 中日新聞三重県版の『おすすめ番組』（以前は『県民の電波』というコーナー名だった）で三重テレビと共に当日のお薦め番組を毎日2本ずつ紹介している。県民の電波時代は放送番組審議会の模様も掲載されていた（現在は新年度の初頭に審議会の概要のニュースが掲載される程度）。
- 開局当時から数年間、オープニングの局名告知のBGMは大野雄二のアルバム『COSMOS』の1曲目「1.Prologue」、クロージングのBGMは同じく大野雄二「A SINGLE TRACE OF LOVE」であった。
- 本社敷地は三重テレビに隣接しているが、互いの敷地入り口が近接していない。
- 三重県には、民放AM局はないが同じ民放AM局がない群馬県が主なエリアで同じJFN系列局のFMぐんま（FM GUNMA。本局の4か月後に開局）とは異なり自社制作によるスポーツ中継は毎年2月に開催される『美し国三重市町対抗駅伝』を除き放送したことがない。
- 2023年4月3日から平日朝の生ワイド番組『Pick Up On Mie～Pomie!～Pomie!（ポミー）～』が一部の時間帯で三重テレビとサイマル放送することになった[6][7][8]。当局がテレビ放送とサイマル放送するのは開局以来初めてである。
- 当局含めたJFN系列38局はACジャパン（旧・公共広告機構）の正会員企業の一つである[9]。

## 沿革
- 郵政省（現・総務省）は1982年（昭和57年）10月27日に21府県22地域へ民放FM周波数割り当てが行われ、三大都市圏内では群馬県、神奈川県、三重県、京都府、兵庫県にそれぞれ周波数割り当てが行われた[10]。
- 1984年（昭和59年）4月3日 - 会社設立。
- 1985年（昭和60年）6月1日 - 全国16番目に開局。中枢都府県を除く三大都市圏内では初めて。
- 1996年（平成8年）- 文字多重放送（見えるラジオ）開始。コールサインはJONU-FCM。
- 2005年（平成17年）4月 - 新ステーションネーム として「レディオキューブ」を制定。
- 2008年（平成20年）9月1日 -  CBCラジオ・東海ラジオ・エフエム愛知・ZIP-FM・ぎふチャン（岐阜放送）・エフエム岐阜と同時に緊急地震速報の運用を開始。
- 2011年（平成23年）3月25日 - CBCラジオ・東海ラジオ・ぎふチャン（岐阜放送）・エフエム愛知・ZIP-FMと同時にradikoの試験放送を開始。配信は当県内を含む。政令指定都市外および対象区域を1地域に区切った放送局が参加するのは初めて[11]。
- 2014年（平成26年）3月31日 - 文字多重放送廃止。
- 2016年（平成28年）1月1日 - 開局以来初となる全国ネット番組が放送開始（6月末まで放送）[12]。
- 2023年（令和5年）4月3日 - 開局以来初となるテレビ放送とサイマル放送を開始。
- 2025年（令和7年）4月1日 - 同年6月1日の開局40周年を機に、局ロゴを開局当時のデザインをアレンジしたものに変更。

## 資本構成
企業・団体は当時の名称。出典：

### 概要
- 系列新聞は中日新聞であるが、議決権ベースで10%を超える株主は北海道新聞社（19.89%）のみとなっている。
- 2005年（平成17年）1月19日発表の総務省報道資料「放送事業者への出資状況に関する点検結果」によると、総務省が2004年（平成16年）11月19日付で民間放送事業者に求めた報告で中日新聞社が40.0%出資していたことが明らかになった。中日新聞社は放送エリアが同一である東海ラジオ放送に35.8%の出資をおこなっているため、当社に対する10%を超える出資はマスメディア集中排除原則に抵触していた。
- 一方で中日新聞社は、2004年（平成16年）11月19日付では道新が47.5%出資していたエフエム北海道に出資（17.0%の筆頭株主）していることから、出資制限（異なる放送エリアへの出資は20%まで可能）をクリアしている（両者は西日本新聞社とともにブロック紙3社連合を構成しており、つながりがある）。中日から道新へは当社以外にZIP-FMの発行済み株式の10%相当も引き渡されている。

### 2008年3月31日 - 2016年3月31日
| 資本金      | 発行済株式総数 |
| ----------- | -------------- |
| 4億9000万円 | 9,800株        |

| 株主                             | 株式数  | 比率   |
| -------------------------------- | ------- | ------ |
| 北海道新聞社                     | 1,950株 | 19.89% |
| 三重県                           | 0,980株 | 10.00% |
| 中日新聞社                       | 0,980株 | 10.00% |
| 三重テレビ放送                   | 0,980株 | 10.00% |
| 朝日新聞社                       | 0,882株 | 09.00% |
| フジ・メディア・ホールディングス | 0,588株 | 06.00% |
| 読売新聞東京本社                 | 0,588株 | 06.00% |
| 百五銀行                         | 0,392株 | 04.00% |

## 周波数・出力
| 親局   | 周波数  | 空中線電力 | 備考     |
| ------ | ------- | ---------- | -------- |
| 津     | 78.9MHz | 3kW        |          |
| 中継局 | 周波数  | 空中線電力 | 備考     |
| 北勢   | 85.0MHz | 50W        | 垂直偏波 |
| 名張   | 85.5MHz | 100W       |          |
| 磯部   | 78.1MHz | 100W       |          |
| 鳥羽   | 83.2MHz | 1W         | 垂直偏波 |
| 大宮   | 83.2MHz | 10W        | 垂直偏波 |
| 宮川   | 84.9MHz | 1W         |          |
| 尾鷲   | 80.4MHz | 100W       |          |
| 輪内   | 76.8MHz | 10W        |          |
| 熊野   | 85.7MHz | 10W        | 垂直偏波 |

### 受信可能エリア
三重県全域のほか、岐阜県や愛知県、滋賀県、奈良県、和歌山県の一部地域(三重県に隣接している地域)

## 放送形態
- 5:00基点の24時間放送。ただし日曜深夜（=月曜未明）は1:00 - 5:00に放送休止。クロージング終了後は無変調のままとなる。かつては1:00 - 4:00が休止時間だったが、後に1時間繰り上げられ0:00 - 4:00が休止時間となり、2020年（令和2年）10月から現在の放送休止時間となった。
- 東海地区のラジオ局で、日曜深夜に0時台に放送が終了するのは当局のみであったが（FM AICHIが0:00終了に、CBCラジオが0:45終了に変更したことがあった一時期（2009年（平成21年）4月 - 6月）を除く）、2020年（令和2年）10月に1時間繰り下げた。

## 現在の主な番組
2025年8月時点。

#### 自社制作番組
詳細は、公式サイトの番組ページ・特番・お知らせあるいはタイムテーブルを参照。
太字は生放送。
- Pick up On Mie～POMie!（ポミー）～（月曜 - 木曜 7:30 - 8:55・金曜 7:30 - 10:00／清田のぞみ（月 - 水）・ 野木亜沙美（木 - 金）。「READY!」の後番組として2020年4月開始2023年4月から7:30 - 8:00まで三重テレビとサイマル放送）
- つながるジカン（月曜 - 金曜 17:00 - 18:55／代田和也（月　- 火）・宮原 えりか（水 - 金） - [注釈 5]）
  - MIEリポート（月・水・金 17:41 - 17:47／越智綺音（月）・迫田藍子（水）・堀江理沙子（金）
  - ライフ・テクノサービスPresentsハートフルライフ（金曜 17:55 - 18:00「マジックアワー」に内包）
  - 子育てコープ（木曜 18:12 - 18:17／代田和也・中村友香「ゲツモク!」に内包）
- 進学教室NextAge present 教えて!森川先生（木曜 18:55 - 19:00／森川建志・西村尚美）
- はぴはぴ子育て（金曜 10:00 - 10:55／中村友香）
- 純れのん 一目瞭然（金曜 16:00 - 16:30／純れのん）[18]
- 安藤大作・エデュケーションラジオ（金曜 16:45 - 16:55／安藤大作・向原千草）
- うたまろのまろQ（金曜 20:00 - 20:30／うたまろ）
- Campus CUBE（金曜 20:30 - 20:55／高橋和代と三重大学・皇學館大学・鈴鹿医療科学大学・三重県立看護大学 の学生）
- eスポ フライデーナイトフィーバー（金曜 21:00 - 21:30／清田のぞみ）
- M-Cabi（金曜 21:30 - 21:55／宮原えりか。2020年3月までは月曜 20:30 - 20:55／清田のぞみ）
- Talk,beyond（金曜 21:30 - 21:55／橋本やすしげ）
- 中部電力Weekend Cafe （土曜 9:00 - 9:15／向原千草・鈴木洋子。「Weekend Cafe」をリニューアル）
- Ericar・Gocar Auto Ensemble♪（土曜 11:45 - 11:55／多田えりか・Gocar[19]）
- 今夜もBuzzBuzzッ!! 〜えりかと津で遊ボ～っト。〜（土曜 18:30 - 18:55／多田えりか）
- 咲良と星来のちょっと違う日常（日曜 18:00 - 18:30）

#### JFNC制作の番組
2025年8月現在。
無印は同局のみ放送されている番組。
▶︎はFM愛知でも放送されている番組。
◯はFM GIFUでも放送されている番組。
ワイド番組（平日）
- ◯OH! HAPPY MORNING（月 - 木 9:00 - 10:55）
- ◯Otona no Radio Alexandria（月 - 金 12:00 - 12:55）
- ◯デイリーフライヤー（月 - 金 13:00 - 13:30）
- ◯レコレール（月 - 金 13:30 - 15:55）
- ◯ ▶︎IMP.のIMPickup（月 - 金 14:55 - 15:00）
- ◯Happy Hour Party!（月 - 木 16:00 - 16:40）
- ◯A・O・R（月 - 木 19:00 - 19:55）
- ◯クリエイターズ・スタジオ with ボカコレ（月 - 木 21:00 - 21:55）
- ◯AuDee CONNECT（月 - 木 26:00 - 27:00）
- ◯Memories & Discoveries（月 - 木 4:00 - 5:55）
- ◯FRIDAY GOES ON! 〜あっ、それいただきっ!〜（金 13:30 - 15:55）

ワイド番組（休日）
- ◯From Athlete!（土 6:00 - 8:55）
- ◯SUNDAY FLICKERS（日 6:00 - 7:30）
- ◯有吉弘行のSUNDAY NIGHT DREAMER（日 20:00 - 20:55・21:00 - 21:55）

平日（単体番組）
月曜
- ◯ ▶︎Sound Library〜世界にひとつだけの本〜（5:00 - 5:30）
- ◯ REAL SPORTS（5:30 - 5:55）
- 川谷絵音の約30分我慢してくれませんか（20:00 - 20:30）
- ◯yamaびこラジオ（20:30 - 21:00）

火曜
- ◯GENERATIONSのGENETALK（20:00 - 20:30）
- ◯ハラミちゃんのハラミファソRadio♪（20:30 - 21:00）

水曜
- ▶︎いきものがかり吉岡聖恵のうたいろRadio（20:00 - 20:30）
- ◯ ▶︎Laid-Back radio（20:30 - 21:00）

木曜
- ◯ ▶︎My Style,Camp Life～自分と向き合うくらし～（12:55 - 13:00）
- ◯すとぷりころんのSTPRhythm!!（20:00 - 20:30）
- ◯ ▶︎高橋優のリアラジ

金曜
- ▶︎Chageの音道（19:00 - 19:55）
- ◯ ▶︎From INI（25:00 - 27:00）
- ◯ ▶︎うちらのイイブン!（3:00 - 5:00）

土曜
- ◯ ▶︎LEGENDS（5:00 - 5:55）
- ▶︎ Everlasting Music（9:30 - 9:55）
- ◯ECO LIFE～幸せのヒント～（9:55 - 10:00）
- ◯恋する日本史（10:55 - 11:00）
- ◯ ▶︎武井壮・とにかく明るい安村 THE WORLD CLASS（11:00 - 11:30）
- ◯ ▶︎イナズマロック レディオ（12:00 - 12:30）
- 昭和サウンドマップ（12:30 - 12:40）
- ▶︎Little Glee Monster「Join Us!」（18:00 - 18:30）
- ◯「坂崎さんの番組」という番組（19:00 - 19:55）
- ◯小堺一機のおうちで〜CINEMA〜（19:55 - 20:00）
- ◯ ▶︎アーティスト・プロデュース・スーパー・エディション（20:00 - 20:55）
- ◯S.I.N NEXT GENERATION（21:00 - 21:55）
- ◯ミッドナイト・ダイバーシティー〜正気のSaturday Night（24:00 - 24:55・25:00 - 26:00）
- ◯IT’S MUSIC（24:55 - 25:00）
- ◯週刊音楽論（26:00 - 27:00）
- ◯風とロック（3:00 - 3:30）
- ◯Jazz Reminiscence（3:30 - 4:00）
- ◯RADIO NME JAPAN 〜NEW MUSICAL EXPRESS JAPAN〜（4:00 - 5:00）

日曜
- PEOPLE（5:00 - 6:00）
- ◯ ▶︎ハリセンボンの「かっぽじ気分」（8:00 - 8:30）
- ◯丸園音楽堂（8:30 - 8:55）
- 健康ラジオ〜ワンポイントアドバイス（9:55 - 10:00）
- FAMILY DISCO（18:30 - 18:55）
- ◯Music Ride Story（19:00 - 19:55）
- ◯清水みさとの、サウナいこ？（19:55 - 20:00）
- ◯武部聡志のSESSIONS（25:00 - 25:55）

#### 他局系列
- 明日への扉～いのちのラジオ⁺～（第1・2日曜 9:00 - 9:30、ラジオ関西制作）
- 栄光のレジェンド～未来に向かって～（第3・4・5日曜 9:00 - 9:30、同上）
  - 備考

CBCラジオでは、月曜4:00 - 4:30に放送されている。

### 放送されないTOKYO FMの全国ネット番組
- 『ONE MORNING』8時台のコーナー[20][21]
  - SUZUKI TODAY'S KEY NUMBER（月曜 - 金曜 8:00 - 8:09）
  - ルートインホテルズ 今日のスポーツ（月曜 - 金曜 8:09 - 8:10）
  - NEW TREND ONE（月曜 - 金曜  8:10 - 8:20）

なお、平日の『ONE MORNING』8時台のコーナーが非ネットなのは他にFMぐんま（FM GUNMA）とFM栃木（RADIO  BERRY）がある。ただしFM栃木では「NEW TREND ONE」はネットしている。
＜過去の事例1＞日曜12 - 13時台の番組（原則として日曜 12:00 - 14:00 に該当する時間帯）
日曜日の12時台は長らく自社制作のミニ番組や空き時間を埋めるJFNCの番組を編成していたため全国ネット番組が放送されていなかった。2002年10月放送開始の『SUNDAY POWER OF JAPAN』は13時からの飛び乗りで放送、その後継ぎとなる『KDDI PRIME TIME RADIO』から『au ONAIR MUSIC CHART』までは全編未ネットとし、『DOWNLOAD MUSIC CHART』『ONAIR MUSIC CHART』の年間チャートは放送するという変則的な形となっていた。2011年10月、『みんなのよい食プロジェクト presents ベジラジオ』の開始でまずは12時台前半のネットを開始、2013年6月より『LOVE UNITED』のネットも開始することで12時台も38局フルネットの番組となった。
＜過去の事例2＞日曜16 - 18時台の番組（原則として日曜 16:00 - 18:55 に該当する時間帯）
かつて、日曜日16時台と17時台は自社制作番組放送のため、『ももいろクローバーZのSUZUKI ハッピー・クローバー!』と『NISSAN あ、安部礼司〜BEYOND THE AVERAGE』は未放送であったが、2018年9月に『radio3 Best Mix Sunday』が終了したことにより、同年10月7日から放送されている。（おもいっ気りサンデー#ネット番組との関係も参照。）
＜過去の事例3＞土曜午前から午後帯の番組（原則として土曜 10:00 - 16:55 に該当する時間帯）
また、土曜日も開局時から午前中から午後にかけて長らくJFNCの番組を編成していたため全国ネット番組が放送されていなかった。00年代には、10時台と14時台から16時台の番組が自社制作番組を編成していたため全国ネット番組が放送されていなかったこともある。これも放送時間の変更によってネット開始にこぎつけた番組もあり、一例として『山下達郎のJACCSカード サンデー・ソングブック』も、土曜15時台に『山下達郎のサタデー・ソングブック』としていた頃は自社制作が優先されたため未ネットであった。これは群馬やサンソンでは岩手・秋田・山形・青森でも同様の動きがある。この他にも、『SUBARU OFFTIME CRUISE』など、自社制作番組優先のため、三重では放送を見送った番組も多数ある。
2009年2月に変わるタイミングで午後帯の『ZAK FINE』が終了し、『コスモポップスベスト10』『TOYOTA SOUND IN MY LIFE』『DOCOMO DREAM CALL』が相次いでネットを開始している。4月改編では11時台に放送していた『LIFE - LOVE CiRCLE』の全国ネット化に伴い、『中部電力 Weekend Cafe』を放送していた10時台後半と枠を入れ替え。さらに2010年10月には『Sound Stroll』が終了、『TOYOTA GENERADIO』の開始で10時台全体が38局フルネットの番組となった。

## 過去の主な番組
自社制作番組
平日午前
- MORNING GREEZE（月曜 - 木曜 7:30 - 8:55 金曜 7:30 - 9:50） - MORNING CUBEの前番組
- MORNING CUBE（月曜 - 金曜　7:30 - 8:55／森下理香（初代 月 - 金）後に瀧裕司（月 - 木 後に金も）・田中秀幸（金）後に田中から南真世（金）に・伊藤あや（月 - 金）途中から瀧とコンビを組む。2005年4月から2010年3月まで。
- cube cafe（月曜 - 木曜　9:00 - 10:55／西本亜裕子） - 2009年4月スタート。同年10月から金曜 13:30 - 15:55に。
- READY!（月曜 - 木曜 7:30 - 8:55・金曜 7:30 - 9:55／中村友香（月）・山上和美（火）・清田のぞみ（水）・西尾未来子（木） ・神田沙織（金）[注釈 8]。2020年3月終了。10年間続いた）

平日午後
- 広瀬隆のスバラジ!（月曜 - 金曜　13:30 - 15:55／広瀬隆） - 2006年4月スタート。
- CUEびっく☆パラダイス（月曜 - 金曜　13:30 -15:55／広瀬隆 （月 - 水）・あつ（木 - 金）・多田えりか（月・火・木）・林景子（水・金）） - 2009年4月スタート
- 広瀬隆のラジオ魂（月曜 - 金曜　13:30 - 15:55／広瀬隆） - 2009年10月スタート。一時期金曜は別番組に。
- Goody Good Day（月曜 - 木曜　15:00 - 18:55) - Evening CUBEの前番組。平日の自社制作の帯番組では最も長い時間放送していた。
- Evening CUBE（月曜 - 金曜　16:00 - 18:55／広瀬隆） - 2005年4月スタート。
- radio3 SOUND CRUISING（月曜 - 金曜　17:00 - 18:55／富田哲也（月 - 木）・西本亜裕子（金）） - 2006年4月スタート。
- radio3 FLASH TODAY（月曜 - 木曜　17:00 - 18:55／森下理香・コメンテーター 高嶋重次（月）、岩鶴密雄（第1・2・4 火） 、中西英夫（第3 火）、前田憲司 （水）、松山泰久（木） - 2009年4月スタート。
- ミエガクラジオ（月曜 - 木曜 16:00 - 16:45／伊藤あや） - 2008年4月にスタートして2009年3月終了。鈴鹿国際大学 (現在の鈴鹿大学）の一社提供だった。
- EVENING COASTER（月曜 - 木曜17:00 - 18:55／富田哲也、2019年3月まで放送） - [注釈 9]）
- キュブレコ (月曜 - 木曜 19:00 - 19:55／南真世）- 2009年4月にスタート。同年10月から金曜 21:00 - 21:55に。2011年3月終了。JFNC制作の『A・O・R』をいったん打ち切ったが同年10月にネットを再開した。
- NIGHT CUBE（月曜 - 金曜  21:00 - 21:55／林景子・うたまろ・向井隆明（SPLAY）） - 2005年4月スタートし2009年から金曜のみの放送となった。同年9月終了。
- Radio Flapper（月曜 - 木曜 13:30 - 15:55／多田えりか 2017年4月開始[26]）
- ゲツモク!（月曜 - 木曜 17:00-18:55／代田和也） - [注釈 10]）

金曜日
- みえチュー Weekend Navi（金曜 10:00 - 10:30／西本亜裕子）
- はぴはぴ子育て（金曜 10:00 - 10:55／西村尚美・近藤加容子） - 2010年4月スタート。
- 伊勢志摩リゾートコンシェルジュ（金曜 10:40 - 10:55／向原千草・西村尚美） - 2009年10月スタート
- あつとえりかとみんなのラジオ（金曜 11:30 - 11:55／あつ・多田えりか）
- ほっと紀北町（金曜 12:00 - 12:30／平賀順子）
- 東員ぷらむちゃんねる!（金曜 12:00 - 12:30／松井かれん[注釈 11]・西井亜梨沙）
- どんとこい大台!（金曜 12:30 - 13:00／山本千穂・吉田志保）
- Brilliant Times（金曜　12:00 - 15:55／セシリア） - 2010年スタート。年内に西本亜裕子に交代し2011年から13:30 - 15:55に。
- 週刊CUBE 毎週金曜日発行（金曜　13:00 - 15:55／瀧裕司・西本亜裕子） - 2005年4月スタート。
- はなきん！（金曜 13:30 - 15:55／さゆりん（井上小百合）。2019年3月終了。6年間続いた）
- CHOIC（金曜 13:30 - 15:55／さゆりん（井上小百合）・瀧龍司。「はなきん!」の後番組として2019年4月開始[27]）
- パチンコ予備校「坂本ちゃんの熱血ウイングアカデミー」 (金曜 10:40 - 10:55／坂本ちゃん）- 2007年スタート。ウイングは三重県四日市市に本社を置く永和商事が運営するパチンコチェーン[注釈 12][28]。
- みえすぽ！（金曜 16:00 - 16:30／井上麻衣。歴代パーソナリティに田中秀幸。三重県内のスポーツに関する情報を伝えた）
- 慶泉ときのスケッチ（金曜 16:30 - 16:55／向原千草。番組スポンサーの慶泉は三重県鳥羽市にある温泉旅館[29]）
- Here We Go! 四日市 CHILDHOOD（金曜 16:00 - 16:30／清田のぞみ・服部叶・中村匡[注釈 13][30]）
- おかげさまAction！ 〜住むひとも、来たひとも〜（金曜 16:55 - 17:00／田中千佳。2015年8月 - 2016年1月。全26回）
- FRIDAY CUBE STUD（金曜 17:00 - 19:55／マツモトアキノリ） - 2005年4月スタート。
- Y×Y FRIDAY KIN - KON - KAN ★（金曜　17:00 - 18:55／川道良明・山田真衣） - 2009年スタート。
- 週末radio789（金曜 17:00 - 18:55／瀧裕司）
- Weekend Palette（金曜 17:00 - 18:55／清田のぞみ。2020年9月終了。6年間続いた）
- RADIO Nova（金曜 17:00 - 18:55／南真世） - 2010年スタート。後に瀧裕司に交代。
- 新・茶柱タツアワー（金曜 17:55 - 18:00／カン・スミン）
- RADICAL TUNES（金曜 21:00 - 21:55／代田和也・TROOPER）
- FMマガジン（金曜 23:00 - 25:00） - 開局当初の番組　地元のタウン誌とのタイアップで制作した生ワイド番組[31]。
- 平井堅 NOW ON AIR 〜やっと逢えたね〜[32]（金曜 23:30 - 23:55／平井堅） - JFN全国38局ネット放送
- MIE color trip（金曜 13:30 - 15:55／浜口順子。「CHOICE」の後番組として2023年4月開始）
- イオンモール津南のツゥになるラジオ（金曜 16:30 - 16:45）

土曜日
- Sound stroll（土曜 10:00 - 10:30／岩田ちとせ）
- Weekend Cafe（土曜 11:00 - 11:25／鈴木洋子・谷川隆富・伊東将志・西村尚美）
- MUSIC OF MY HEART（土曜 12:30 - 12:55／水城あやの） - 2019年9月終了。16年間続いた。
- radio3 ALBUM TOP 20（土曜 14:00 - 16:55／珠久美穂子）
- ZAK CUBE（土曜 14:00 - 16:55／富田哲也）- 歴代パーソナリティにマツモトアキノリ、川道良明がいる。
- 石田協子のSONIC JUNCTION（土曜 20:00 - 20:55／石田協子） - 売り出し中のアーティスト4組に石田がインタビュー[33]。
- ふれあいサタデーリクエスト21（土曜 21:00 - 22:00／初代・・田宮富士江・瀧裕司） - 開局当初の番組。中部電力の一社提供。
- FM特別席（土曜 24:00 - 25:00） - 開局当初の番組　単発のスペシャル番組で菊池桃子の開局記念コンサートの模様はこの枠で放送された[31]。
- 宇都美慶子 アワージェネレーション（土曜 24:00 - 24:30、バーディ企画制作、DJ宇都美慶子） - 2023年3月25日終了。前身の番組を含めると実に32年の長きにわたって放送された。

日曜日
- マルヤス SUNDAY MARKET（日曜 9:00 - 9:55／矢野あり） - 2002年スタート。番組スポンサーのマルヤスは三重県津市に本社を置く食品スーパー。2008年、南真世に交代。2009年終了。
- 井村屋グループ SPORTS TOPICS Plus（日曜 9:00 - 9:30／井上麻衣。「みえすぽ!」をリニューアル。2021年に新型コロナウイルスの感染拡大防止のため三重県で開催される予定だった「三重とこわか国体」に関する情報も伝え、2022年3月に終了した[34]）
- イオン明和 Dreme Mavigation（日曜 12:00 - 12:30／高橋和代）
- 久美と知恵のSweet Afuternoonn（日曜 12:00 - 12:29／宮野久美子・水谷知恵） - 番組スポンサーの戸田家は三重県鳥羽市にある温泉旅館[35]。
- マーム お昼どきサンデー（日曜 12:29 - 12:34／里中綾子） - 番組スポンサーのマームは三重県松阪市で2022年1月まで営業していたショッピングセンター[36][37]。2007年から森浩晃を加えて12:00 - 12:34に。
- 中井かおりのキレイになりたい!（日曜 12:34 - 12:40／中井かおり）
- 西根麻里のゆかいな釣り仲間（日曜 12:40 - 12:50／西根麻里） - 日曜日の放送は既に終了したが2022年2月現在、「ゲツモク!」の木曜日に内包されており17:55 - 18:00に放送されている。
- 伊勢志摩であそぼ（日曜 13:55 - 14:00／堀真理子。2021年3月まで放送） - 志摩スペイン村をはじめ伊勢志摩の観光情報を伝えた
- Sunday ときめきステーション（日曜 15:00 - 18:55） - 開局当初の番組　スタート当時は最初の1時間30分がヒットチャート番組でその後は、30分から55分のコーナーでつないだ[31]。
- おもいっ気りサンデー（日曜 16:00 - 18:55／さゆりん（井上小百合）・RYU）
- radio3 SINGLE TOP 30（日曜 16:00 - 18:55／マツモトアキノリ・小竹彩花） - 歴代パーソナリティにマツモトとコンビを組んだ米山かおり、藤田淳司・高田望央がいる。
- LOVE Ra BEAT（日曜 16:00 - 18:55／大竹勉・小竹彩花）
- radio3 Sunday Park（日曜 16:00 - 18:55／林景子・崎正宗）
- radio3 Best Mix Sunday（日曜 16:00 - 18:55／佐野瑛厘）
- ENJOY MOTOR SPORTS（毎月最終日曜　20:00 - 20:30／柳田益男・山田真衣） - 2010年から2012年まで放送。
- トミ藤山 元気なラジオ（日曜 22:00 - 22:55／トミ藤山・向原千草）- 2007年4月から6月まで放送。

その他
- ジャスト・ナウ・ミエ
- アウトルック・みえ
- 遊佐未森のひなたVOX（1988年4月3日 - 1989年3月）
- POPS　STATION（田宮富士江）
- JOHN　LENNON　特番（田宮富士江）
- うたまろ保健室（水曜 20:30 - 20:55／うたまろ・大桑里美・林景子）
- satomiのやっぱりいいます!!（水曜 20:30 - 20:55／大桑里美）
- にっぷくどおっすか。（木曜 20:00 - 20:30／多田えりか・赤塚浩文） - 日本福祉大学の一社提供。「にっぷく」とは同大学の略称である「日福（にっぷく）」から。
- Talkin It Cool!（月曜 20:30 - 20:55／西本亜裕子）
- 中野重夫のKeep On Rockin!～ロケンロール　フォーエバー～（日曜 21:00 - 21:55／中野重夫[38][39]）- 2007年スタート。
- おいないさ南伊勢（火曜 16:00 - 16:30／小野寺昌代）
- きらり伊賀（水曜 16:00 - 16:30／杉浦明将）
- 志摩っていこ～ね（木曜 12:00 - 12:55／小林寿子）
- 元気ですたまき（木曜 16:00 - 16:30／笹井美夕紀）
- きてみて明和、王朝ロマン。（月曜 16:00 - 16:30／伊藤蘭・岡幸弘）
- やまとひめ伝説 であいのまち わたらい（火曜 16:00 - 16:30／山口知己・藤田亜起）
- ええまち多気（水曜 16:00 - 16:30／杉原佳織・山上泰子）
- モオッ魚!知りたいき（木曜 16:00 - 16:30／綾瀬優衣・西岡豊子）
- ダイバーズナビ

## アナウンサー

### 現在
- 代田和也
- 清田のぞみ
- 宮原えりか[40]
- 阿部剛瑠

### 過去
- 瀧裕司[41]
- 田宮富士江（開局～平成元年まで）
- 高橋あゆみ
- 山村雅代
- 富田哲也
- 西本亜裕子（エフエム徳島より移籍）
- 財部優子（2012年3月まで）